# 神尾田
神尾田（かみおだ）は、神奈川県足柄上郡山北町の大字。

## 地理
山北町の中部に位置する。東で山北町玄倉、北で中川、西で世附、南で川西および神縄と隣接する。三保ダムのダム湖である丹沢湖に浮かぶ半島状の陸地にあたる区域で、町の南側に三保ダムの堰堤があり、北西部には丹沢湖を横断する永歳橋が架かる。
三保ダムや丹沢湖記念館などの観光資源があることから、丹沢湖エリアで最も賑わいを見せる場所であり、四季を通じて多くの観光客が訪れる。

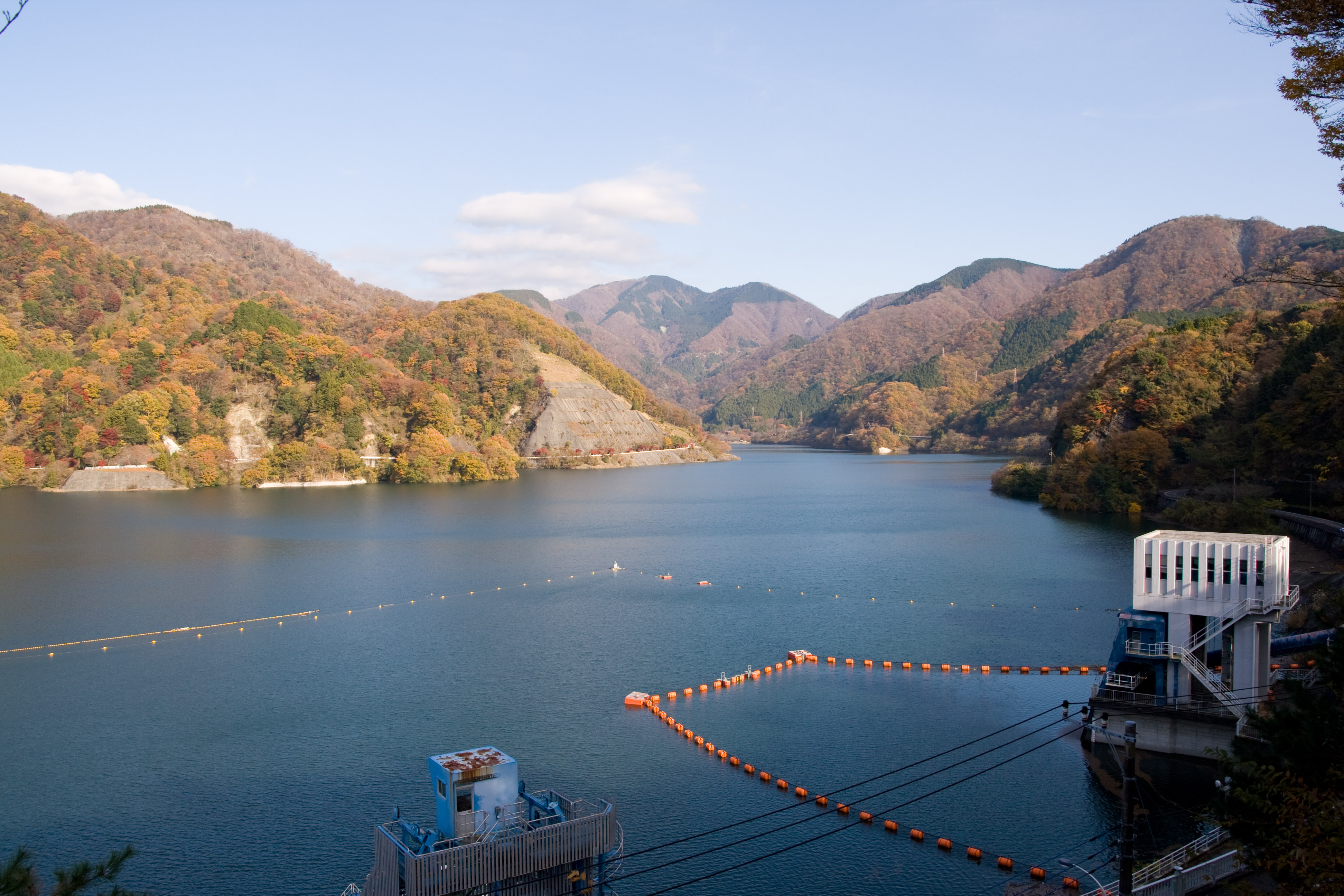
丹沢湖
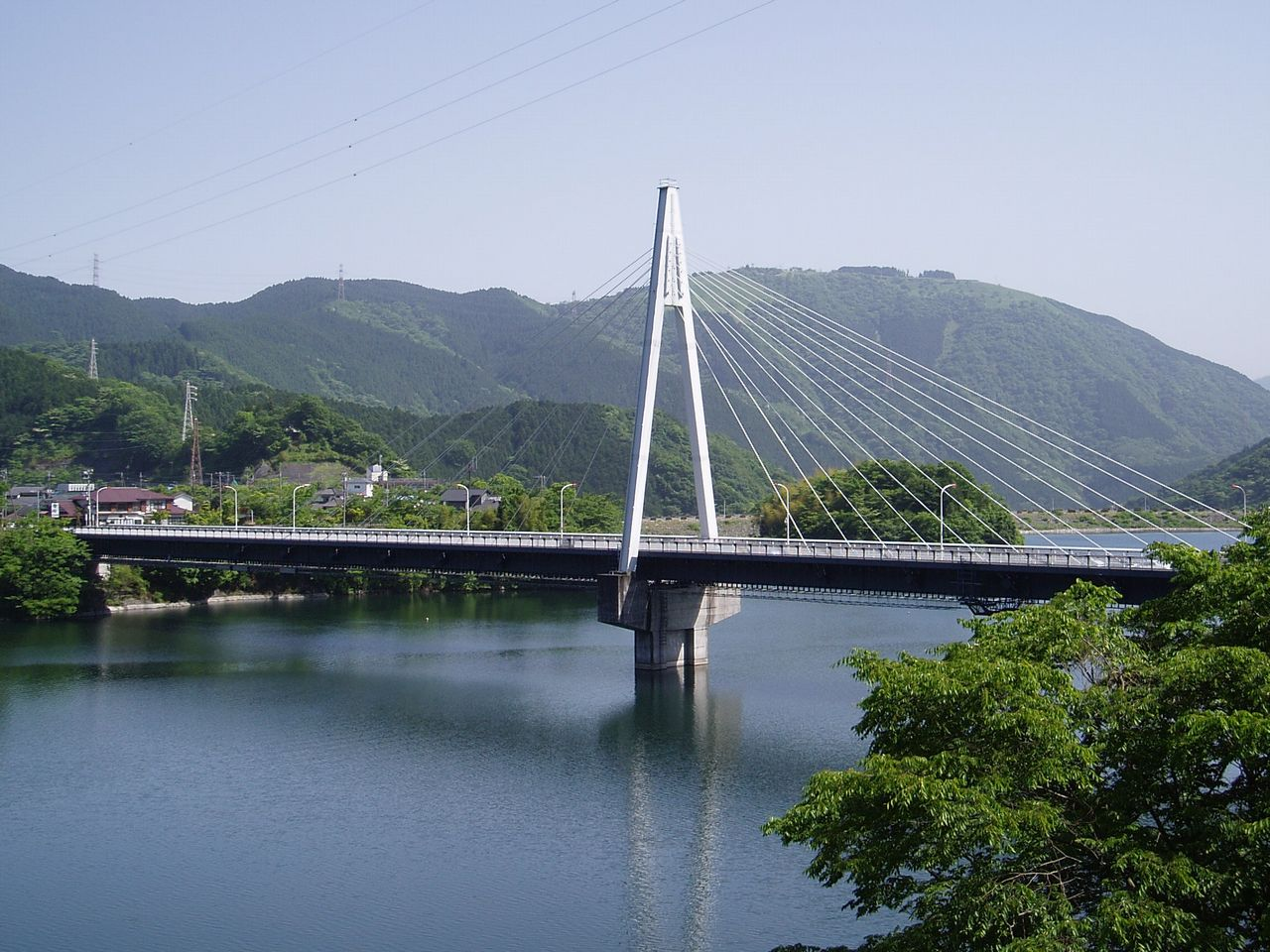
永歳橋

## 世帯数と人口
2020年（令和2年）10月1日現在（国勢調査）の世帯数と人口（総務省調べ）は以下の通りである。なお、世附が秘匿のため、以下の合計は世附も含む。
| 大字   | 世帯数 | 人口 |
| ------ | ------ | ---- |
| 神尾田 | 13世帯 | 42人 |

### 人口の変遷
国勢調査による人口の推移。なお、世附が秘匿のため、以下の合計は世附も含む。
| 年                 | 人口 |
| ------------------ | ---- |
| 1995年（平成7年）  | 61   |
| 2000年（平成12年） | 59   |
| 2005年（平成17年） | 64   |
| 2010年（平成22年） | 62   |
| 2015年（平成27年） | 53   |
| 2020年（令和2年）  | 42   |

### 世帯数の変遷
国勢調査による世帯数の推移。なお、世附が秘匿のため、以下の合計は世附も含む。
| 年                 | 世帯数 |
| ------------------ | ------ |
| 1995年（平成7年）  | 13     |
| 2000年（平成12年） | 13     |
| 2005年（平成17年） | 13     |
| 2010年（平成22年） | 16     |
| 2015年（平成27年） | 14     |
| 2020年（令和2年）  | 13     |

## 事業所
2021年（令和3年）現在の経済センサス調査による事業所数と従業員数は以下の通りである。
| 大字   | 事業所数 | 従業員数 |
| ------ | -------- | -------- |
| 神尾田 | 6事業所  | 75人     |

### 事業者数の変遷
経済センサスによる事業所数の推移。
| 年                 | 事業者数 |
| ------------------ | -------- |
| 2016年（平成28年） | 4        |
| 2021年（令和3年）  | 6        |

### 従業員数の変遷
経済センサスによる従業員数の推移。
| 年                 | 従業員数 |
| ------------------ | -------- |
| 2016年（平成28年） | 22       |
| 2021年（令和3年）  | 75       |

## 交通

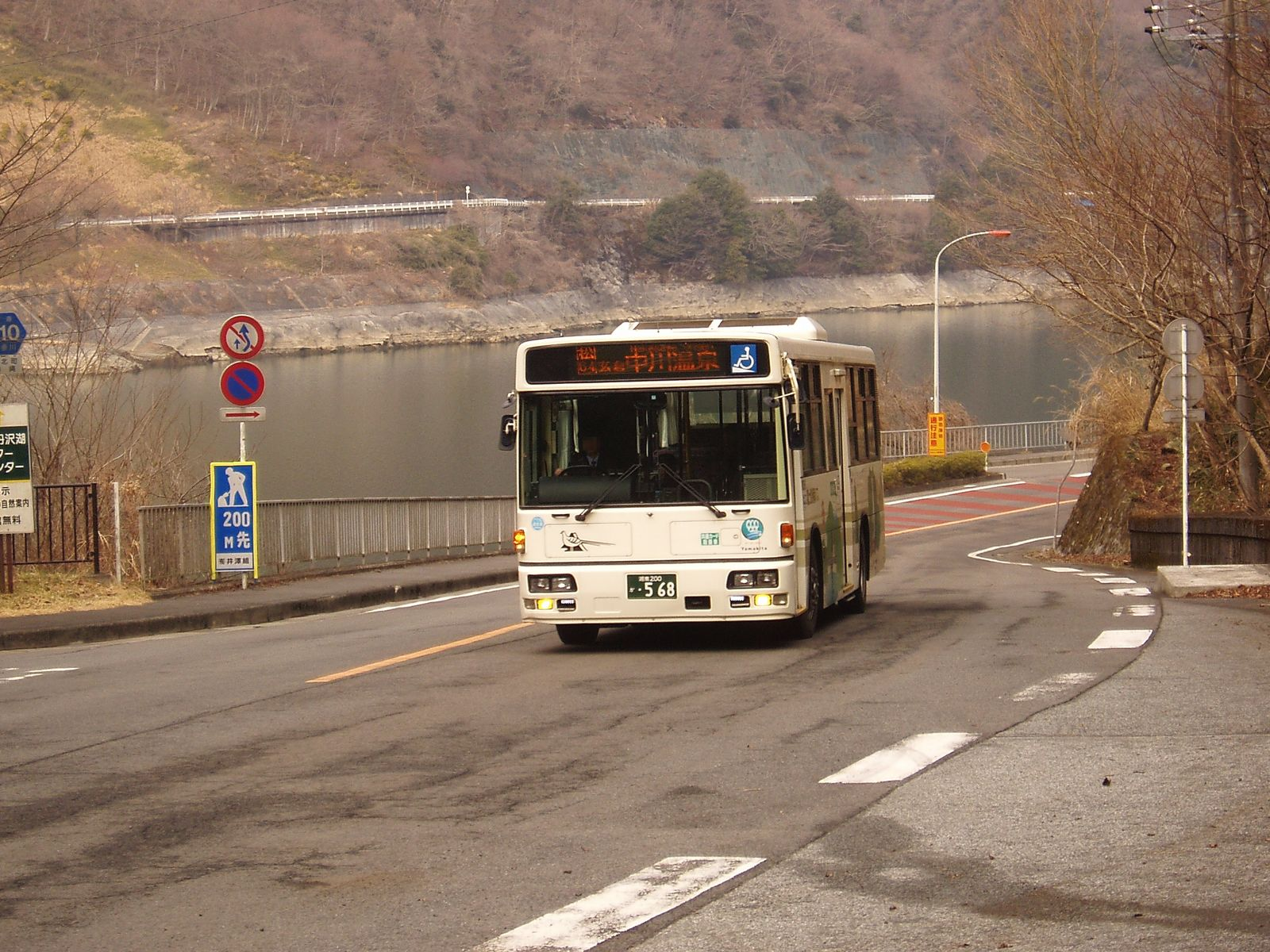
富士急湘南バス

### 鉄道
鉄道は地内を走っていない。

### バス
- 富士急湘南バス

### 道路
- 神奈川県道76号山北藤野線
  - 永歳橋
- 神奈川県道729号山北山中湖線
  - 落合隧道

## 施設等

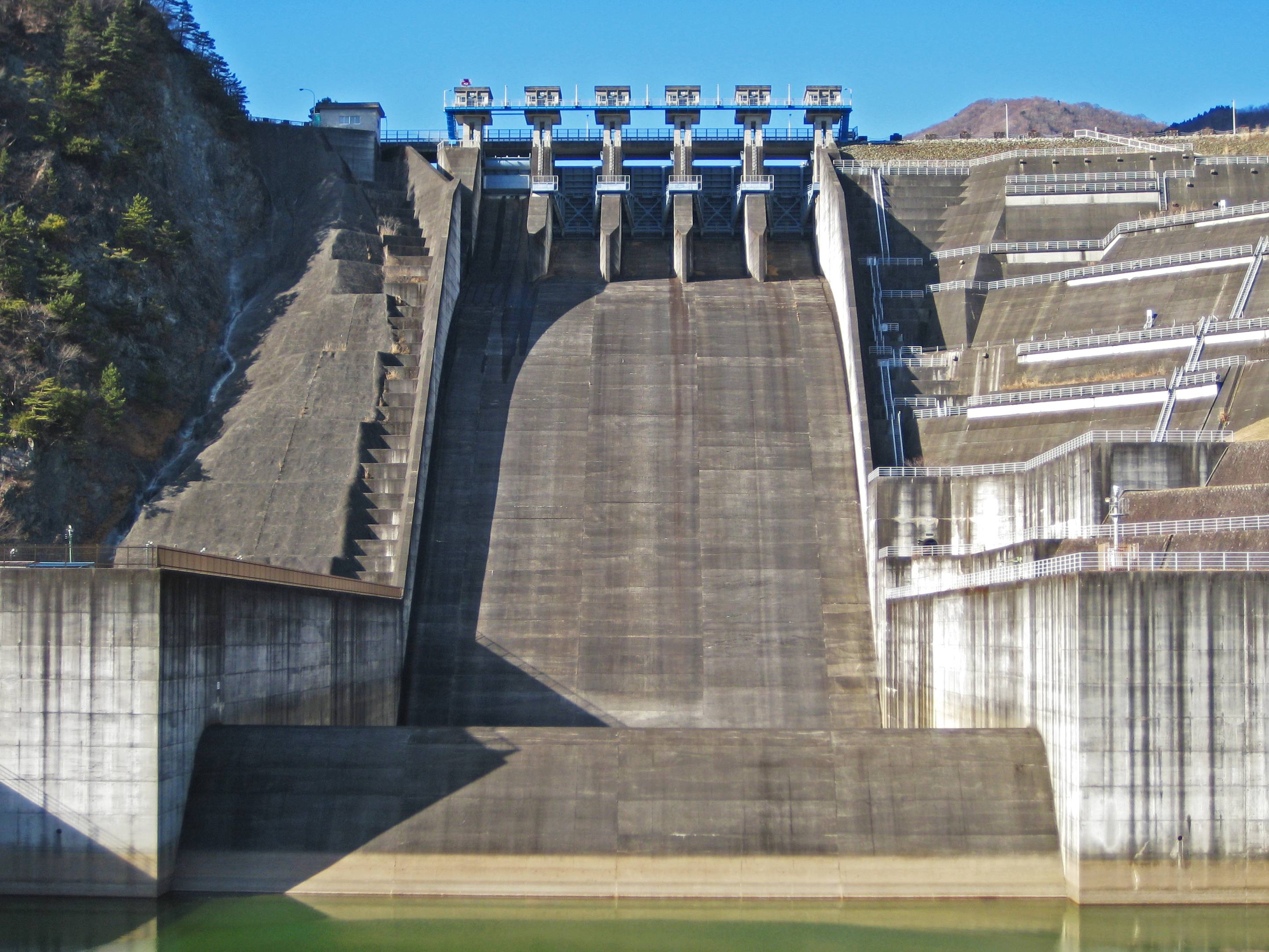
三保ダム
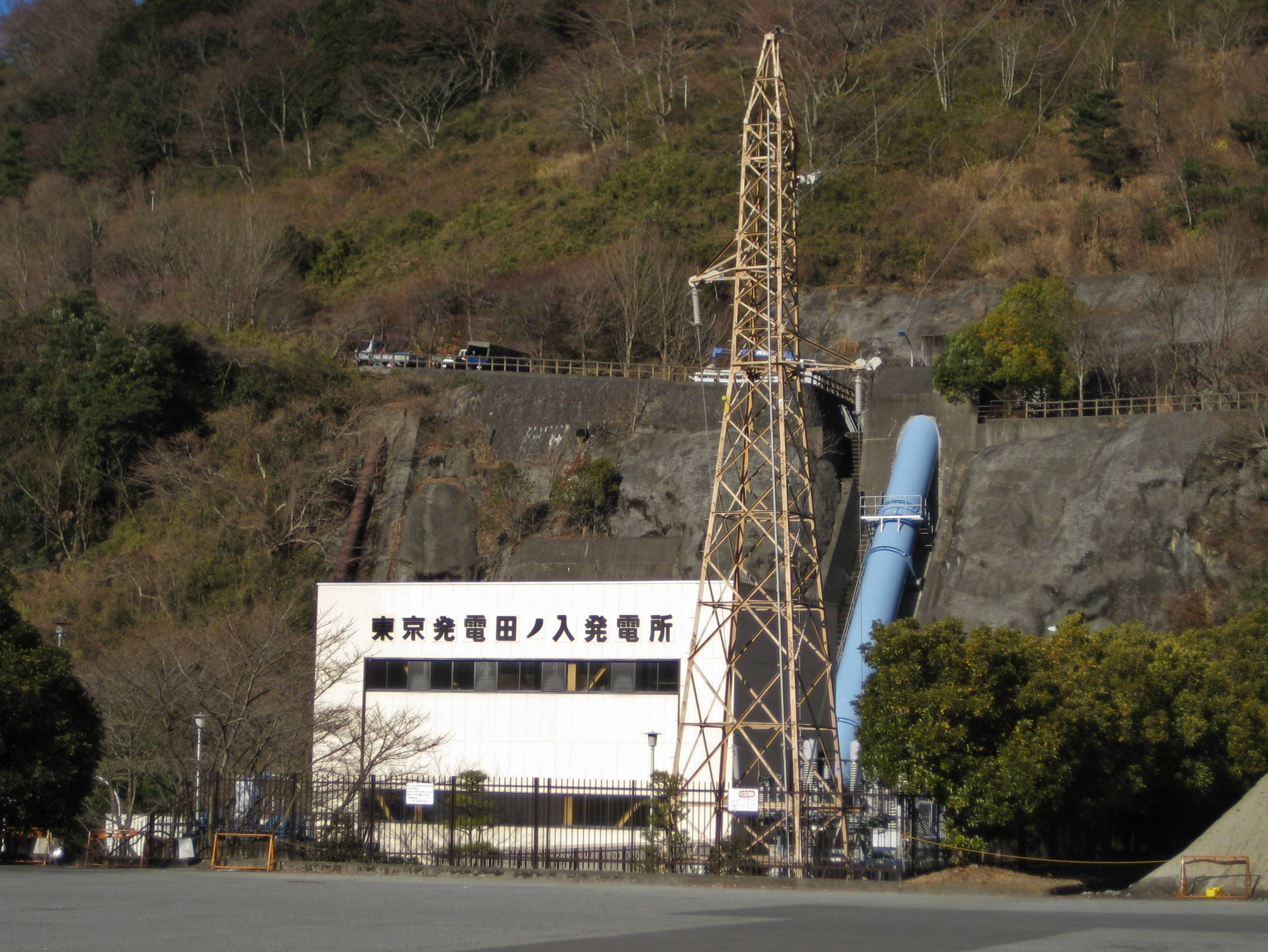
田ノ入発電所
  - 三保ダム管理事務所
  - 東京発電 田ノ入発電所
- 松田警察署 三保駐在所
- 丹沢湖記念館
- 丹沢湖レストハウス
- 神尾田神社

- 三保ダム
- 田ノ入発電所

## その他

### 日本郵便
- 郵便番号 : 258-0203[3]（集配局 : 山北郵便局[13]）。